# Angarpathar
Angarpathar là một census town ở quận Dhanbad ở bang Jharkhand, Ấn Độ.

## Cơ cấu dân số
Theo cuộc điều tra dân số năm 2001 tại Ấn Độ,India Angarpathar có dân số 8179. Nam chiếm 57% dân số và nữ chiếm 43% dân số. Angarpathar có một tỷ lệ biết chữ bình quân 55%, thấp hơn mức trung bình quốc gia 59,5%; với 68% nam giới và 32% nữ giới biết chữ. 14% dân số dưới 6 tuổi.